# Lancillotto (nome)
Lancillotto  è un nome proprio di persona italiano maschile.

## Varianti
- Maschili: Lanciotto[1][2], Lancellotto, Lanzerotto

### Varianti in altre lingue
- Catalano: Lancelot[3]
- Gallese: Lawnslod[4]
- Francese: Lancelot[2]
- Inglese: Lancelot[2][5]
- Spagnolo: Lanzarote[3]

## Origine e diffusione

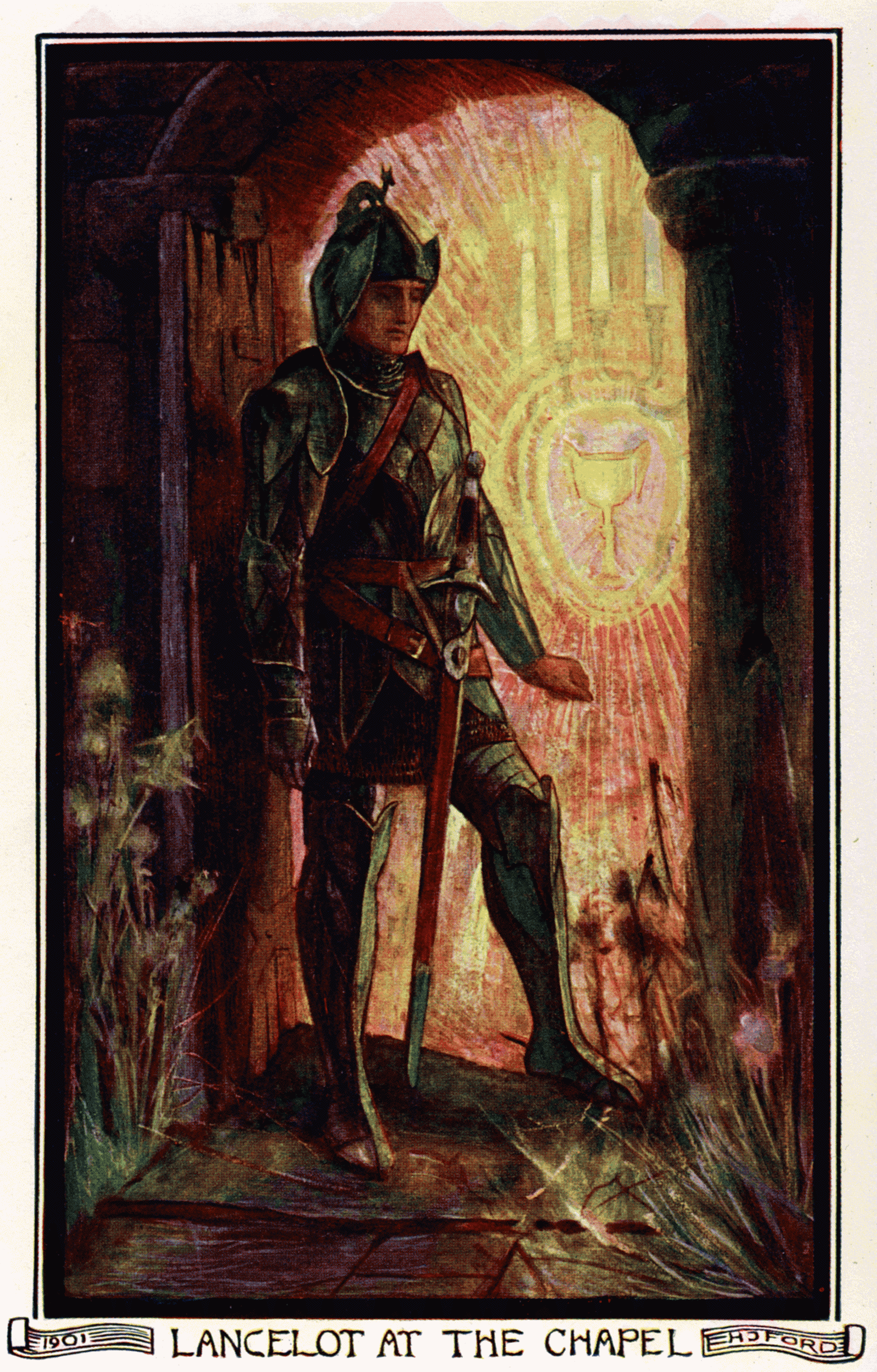
Lancillotto in un'illustrazione del 1908

Si tratta di un nome di chiara tradizione letteraria, ripreso dalla figura arturiana di Lancillotto, uno dei cavalieri della Tavola Rotonda, nonché amante della regina Ginevra; il personaggio fa le sue prime apparizioni nel XII secolo in alcune opere di Chrétien de Troyes, e il nome, nella forma francese antica Lancelot, era usato regolarmente in epoca medievale.
Lancelot nasce come doppio diminutivo (in -el e -ot) di Lance, che a sua volta va collegato a Lanzo, una forma abbreviata di vari nomi germanici che cominciavano con l'elemento land ("terra", "paese"), come Landolfo o Lanfranco; sin dal Medioevo, comunque, questo nome era accostato per etimologia popolare alla lancia (connessione che viene riportata anche da alcune fonti moderne), e storicamente è stato anche confuso con il nome Ladislao.
In Italia, negli anni settanta, se ne contava solo una cinquantina di occorrenze, accentrate in Toscana, a cui però ne andavano aggiunte circa seicento della variante "Lanciotto".

## Onomastico
L'onomastico viene talvolta fissato il giorno 27 giugno, in memoria di san Ladislao, re d'Ungheria, che in alcuni repertori è chiamato anche Lancillotto.

## Persone
- Lancillotto di Navarra, nobile e religioso spagnolo
- Gabriele Lancillotto Castello, numismatico e antiquario italiano

### Variante Lancelot
- Lancelot Andrewes, teologo inglese

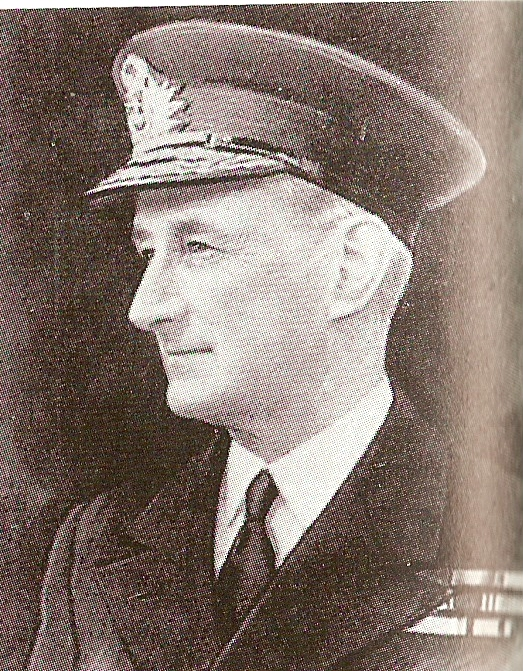
Lancelot Holland

- Lancelot Blondeel, pittore, incisore e ingegnere fiammingo
- Lancelot Brown, architetto del paesaggio inglese
- Lancelot Carnegie, diplomatico inglese
- Lancelot de Lusignan, pseudocardinale cipriota
- Lancelot Holland, ammiraglio britannico
- Lancelot Royle, velocista britannico
- Lancelot Lionel Ware, avvocato e biochimico inglese

### Altre varianti
- Lanciotto Ballerini, partigiano italiano
- Lancellotto Decio, giurista e accademico italiano
- Lanzerotto Malocello, mercante, navigatore ed esploratore italiano